# ادوز (آيت الرايس)
ادوز هو دُوَّار يقع بجماعة أدويران، إقليم شيشاوة، جهة مراكش آسفي في المملكة المغربية. ينتمي الدوّار لمشيخة آيت الرايس التي تضم 9 دواوير. يقدر عدد سكانه بـ 831 نسمة حسب الإحصاء الرسمي للسكان والسكنى لسنة 2004.

## روابط خارجية
- البوابة الوطنية للجماعات الترابية
- المندوبية السامية للتخطيط